# Élévateurs à grains d'Inglis
Les élévateurs à grains d'Inglis sont une rangée d'élévateurs à grain situé sur le long du chemin de fer du Canadien Pacifique au sud-est de la localité de Inglis (en) à Riding Mountain West (en) au Manitoba (Canada).
Il s'agit de l'un des deux dernières rangées d'élévateurs à grain au Canada.